# Ołeksandr Wenhlinski
Ołeksandr Mykołajowycz Wenhlinski (ukr. Олександр Миколайович Венглінський; ur. 29 listopada 1974 w Kijowie) – ukraiński piłkarz, grający na pozycji napastnika, a wcześniej pomocnika, agent piłkarski.
Starszy brat piłkarza Ołeha Wenhlinskiego.

## Kariera piłkarska

### Kariera klubowa
Wychowanek klubu Dynamo Kijów, w barwach trzeciej drużyny którego rozpoczął karierę piłkarską. W rundzie jesiennej sezonu 1993/94 został wypożyczony do CSKA Kijów. Potem występował w drugiej drużynie Dynama. Latem 1996 został piłkarzem Worskły Połtawa, w barwach którego 24 lipca 1996 debiutował w Wyższej lidze. Następny sezon spędził w Metałurhu Donieck. Na początku 1999 przeszedł do FK Czerkasy, a latem przeniósł się do Prykarpattia Iwano-Frankowsk. Również rozegrał 2 mecze w farm klubie Czornohora Iwano-Frankowsk. W końcu 2001 zakończył karierę piłkarską.

### Kariera reprezentacyjna
W latach 1993–1994 występował w młodzieżowej reprezentacji Ukrainy. Łącznie rozegrał 6 meczów.

## Kariera zawodowa
Od września 2006 jest agentem piłkarskim (otrzymał licencję FFU nr 029). Jeden z najlepszych agentów na Ukrainie. Jeden z założycieli Agencji Piłkarskiej S.V.S.

## Sukcesy

### Sukcesy klubowe
- brązowy medalista Mistrzostw Ukrainy: 1997